# Construccions de pedra seca XVIII (el Vilosell)
Construccions de pedra seca XVIII és una obra del Vilosell (Garrigues) inclosa a l'Inventari del Patrimoni Arquitectònic de Catalunya.

## Descripció
És una cabana de pedra seca feta de carreus sense treballar de diverses mides, a excepció de la llinda i els muntants que són grans lloses de pedra ben escairada. Als laterals hi ha contraforts. A la paret esquerra hi ha adossada una cisterna que recull l'aigua del vessant del coster i del vessant de la cabana. La coberta és a dues aigües, factor no gens comú en aquest tipus de construcció. Al seu interior hi ha una menjadora per animals, un lloc per a fer foc a terra i un armari a la paret.